# Јапанска лака крстарица Каши
Крстарица Каши (јап:香椎 練習巡洋艦) је била трећи и уједно последњи брод серије јапанских лаких крстарица класе Катори, и служила је у царској јапанској морнарици током Другог светског рата. Добила је име по Шинто гробници Каши, која се налази у префектури Фукуока, Јапан.

## Позадина
Крстарице класе Катори су пројектоване да служе као тренажни бродови и њихова градња је почела 1938. године. Када је почео рат на Пацифику, оне су добиле улогу заставних бродова различитих подморничких флотила и ескортних скадрона. Како је рат одмицао, бродови су модернизовани и добили су јаче против-авионско наоружање, а постављени су и бацачи дубинских бомби.

## Служба

### Рани период
Крстарица Каши се градила у Мицубишијевом бродоградилишту у Јокохами, и по завршетку градње 15. јула 1941. године, базира у поморској бази Сасебо.
Са повећењем тензије између Јапана и Сједињених Америчких Држава на Пацифику, Каши је 31. јула 1941. године, укључена у састав Јужне Експедиционе флоте, која је била под командом вицеадмирала Озаве. Дана 18. октобра 1941. године, крстарица Каши постаје заставни брод Јужне Експедиционе флоте, и базира у Сајгону, Француска Индокина. Месец дана касније, она је пребачена у базу на острву Хаинан, а вицеадмирал Озава одређује крстарицу Чокај за свој нови заставни брод.
Крстарица Каши, напушта 5. децембра 1941. године Кеип Сент Жак – Француска Индокина, и ескортује седам трупних транспортних бродова, на којима су се налазили војници и опрема из 143-ћег пешадијског пука, ка Кра Истмусу – Тајланд, и Малаји, и налазила се још увек на путу када је почео напад на Перл Харбор.

### Рана фаза Пацифичког рата
Након почетних искрцавања на Тајланду и Малаји, Каши се враћа 13. децембра 1941. године у залив Камран, где се састаје са 39 транспортних бродова и више ратних бродова, и формирају нови конвој, који прате до различитих тачака искрцавања дуж обале Тајланда и Малаје. Затим, у периоду од 26. до 28. децембра ескортује трећи по реду конвој ка Малаји. Дана, 3. јануара 1942. године, крстарица Каши учествује у спашавању трупа са транспортног брода Меико Мару, који се запалио и експлодирао у близини острва Хаинан.
Од јануара до марта 1942. године, Каши патролира у области од Сингапура до Бангкока, као и у области Холандске Источне Индије. Она 11. фебруара 1942. године, ескортије 11 трупних транспортних бродова ка Бангка-Палембанг, Суматра, а 12. марта узима учешће у „Операцији Т“ (инвазија на Северну Суматру).
Каши постаје заставни брод 2-ге ескортне јединице, са којом 19. марта 1942. године ескортује 32 транспортна брода, на којима се налазила јапанска 56-та пешадијска дивизија, ради инвазије Бурме. Касније, почетком априла, она ескортује други конвој ка бурби, састављен од 46 транспортних бродова, на којим се налазила јапанска 18-та пешадијска дивизија.
Дана, 11. априла 1942. године, вицеадмирал Џисабуро Озава поставља крстарицу Каши за свој заставни брод. Међутим, 14. јула 1942. године, вицеадмирал Деншичи Окавачи замењује вицеадмирала Озаву, па Каши наставља са првобитним патролирањем по источном Индијском океану, у близини Бурме, Андаманских острва и Пенанга, до септембра 1942. године.

### Транспорти и патроле
Крстарица Каши напушта 21. септембра 1942. године базу Сајгон и учествује у једној хитној транспортној мисији, која је превозила појачања за јапанске снаге на Соломоновим острвима. На крстарици Каши постављају један лажан димњак у покушају да из ваздуха личи на америчку тешку крстарицу. Лукавство је успело, и Каши успева 8. октобра 1942. године да искрца појачања у Рабаул на Новој Британији. Она се враћа без проблема у Сингапур, и наставља са својим патролирањем до средине јануара 1943.
Јануара 1943. године, Каши је подвргнута модификацији у Сингапурском бродоградилишту Кепел. Каши се поново враћа патролирању у области Индијског океана, од фебруара до краја јула 1943. године. Дана, 9. марта 1943. године, вицеадмирал Јошиказу Ендо замењује вицеадмирала Окавачија на месту команданта Прве Јужне Експедиционе флоте.
Од 24. јула до 22. августа 1943. године, Каши врши две транспортне пловидбе, превозећи трупе и опрему до Порт Блера и Кар Никобара. Дана, 29. августа 1943. године, код Пуло веха – северна Суматра, на путу ка Сабангу, крстарицу Каши напада британска подморница Трајдент, која испаљује торпеда из свих осам предњих торпедних цеви, али сва промашују. У периоду од 21. септембра до 27. новембра 1943. године, Каши врши неколико транспортних пловидба до Андаманских острва, превозећи трупе и опрему.
Дана, 31. децембра 1943. године, крстарица Каши је додељене школској дивизији Куре, и она пристиже у базу Етађима фебруара 1944. године, након што је модификована у бази Сасебо за обављање дужности школског брода при царској јапанској поморској академији. Међутим, она је веома кратко време коришћена као школски брод.
Крстарица Каши је 25. марта 1944. године, директно придодата Адмиралштабу, главној ескортној команди, и била је модификована у бродоградилишту Куре за против-подморничку борбу. Њене торпедне цеве су скинуте, а на њихово место је постављен један двоцевни против-авионски топ од 127 mm. Четири троцевна против-авионска топа од 25 mm је такође било постављено, и тиме је број против-авионских топова од 25 mm повећеан на 20 цеви. Такође су постављени; један радар за ваздушно осматрање Тип-21, хидрофон и сонар. Уређен је и бетонски заштићен магацин за 300 дубинске бомбе. Четири бацача дубинских бомби и две шине су инсталирани на задњем делу палубе. Послови око модернизације крстарице Каши су завршени 29. априла 1944. године.

### Последња етапа Пацифичког рата
Крстарица Каши постаје 3. маја 1944. године заставни брод Прве површинске ескортне дивизије, која је била под командом контраадмирал Мицухару Мацујаме и напушта 29. маја базу Мођи, ескортујући један конвој ка Сингапуру. Дана, 2. јуна 1944. године, америчка подморница Ђитаро, уочава и напада конвој источно од Тајвана, и потапа један од бродова, погодивши га са два торпеда, али Каши остаје неоштећена и стиже 12. јуна са осталим бродовима конвоја у Сингапур.
Из Сингапура, Каши креће 17. јуна 1944. године, са конвојем HI-66, у чијем саставу су се налазили транспортни/путнички бродови Сануки, Хокаи и Ава Мару, танкер Омуросан Мару, ескортни носач авиона Каијо и ескортни бродови Чибури, ЦД-7 и ЦД-11. Конвој на путу није нападнут и стиже без проблема 26. јуна у базу Мођи.
Два дана касније – 28. јуна, крстарица Каши стиже у базу Куре где се на њој постављају 10 једноцевних против-авионаска топова од 25 mm, чиме је број цеви повећан на 30 (4x3, 4x2, 10x1), а постављен је и нови радар за површинско осматрање Тип-22.
По завршеној модернизацији, Каши 13. јула 1944. године напушта базу Мођи и прати конвој HI-69 ка Лузону, Филипини. Конвој је био сатсављен од 14 трговачких бродова, ескортних носача авиона Таијо и Каијо, који су преносили авионе за јапанске снаге на Лузону, и ескортних бродова Чибури, Садо, ЦД-7 и ЦД-17. Подршку из ваздуха су обезбеђивали авиона са ескортног носача авиона Шинјо. Конвој безбедно стиже у Манилу, одакле наставља пут 24. јула ка Сингапуру, али без ескортних носача авиона Таијо и Каијо, који су искрцали своје авионе у Манили. Конвој безбедно стиже у Сингапур 31. јула 1944. године. Из Сингапура, у склопу новог конвоја Каши креће заједно са 8 трговачких бродова, ескортним носачам авиона Шинјо, разарачем Шимоцуки и ескортним бродовима Чибури, Садо, ЦД-13 и ЦД-19, ка бази Мођи, где стижу без проблема 15. августа 1944. године.
На следећу мисију ескортовања конвоја, Каши креће 25. августа 1944. године, пратећи конвој HI-73 ка Филипинима. Конвој је био састављен од деснтног брода Кибицу, бивше помоћне крстарице Гококу Мару, носача хидроавиона Сануки Мару и Кагу Мару, танкера Тохо Мару, Омуросан Мару, Отовасан Мару, Таихо Мару, Фуџисан Мару, Хако Мару, Амато Мару, Тоа Мару и Курошио Мару, ескортног носача авиона Унјо и ескортних бродова Чибури, ЦД-13, ЦД-19, ЦД-21 и ЦД-27. Касније током дана конвоју се прикључују транспортни бродови Мизухо Мару, Арабиа Мару и Кокурју Мару и танкер Манеи Мару. Међутим Манеи Мару се враћа убрзо ка острву Кјушу, због проблема са машинама. Дана, 30. августа, конвој се раздваја на два дела. Један одлази ка Манили а други, у којем се налазила крстарица Каши, наставља ка Сингапуру, где стижу без проблема 7. септембра 1944. године.
Повратни конвој HI-74, креће из Сингапура 13. септембра 1944. године. У њему су се поред крстарице Каши налазили танкери Азуса Мару, Отовајама Мару, Харима Мару, Омуројама Мару и Хако Мару, ескортни носач авиона Унјо и ескортни бродови Чибури, ЦД-13, ЦД-19, ЦД-21 и ЦД-27. Конвој је био код командом контраадмирала Сецузо Јошитомија. Дана, 16. септембра, конвој је нападнут од две америчке подморнице Квинфиш и Барб, које потапају два танкера и ескортни носача авиона Унјо, на којем су се налазила 48 авиона, од којих се 36 враћало у Јапан ради ремонта и поправке. Погинуло је око 900 чланова њихових посада. Крстарица Каши и остали бродови спашавају 761. бродоломника, и стижу у базу Мођи 23. септембра 1944. године.
Следеће ескортовање конвоја ка Сингапуру Каши изводи у периоду од 26. октобра до 9. новембра 1944. године, а повратни конвој ескортује ка бази Сасебо од 17. новембра до 2. децембра 1944. године. Оба конвоја су стигла на своја одредишта без губитака.
Дана, 10. децембра 1944. године, Каши је придодата Првој површинској ескортној групу, и одлази из базе Мођи у базу Такао –Тајван, пратећи један трупни конвој. У бази Такао, Каши је увршена у нови конвој за Сингапур. Током пута ка Сингапуру, конвој је нападнут 25. децембра од америчких авиона Б-25 Мичел, алу стиже у Сингапур са малим оштећењима.
Повратни конвој, који креће из Сингапура 30. децембра 1944. године, и у свом састави је поред крстарице Каши имао 4 танкера, 6 трговачка брода и 5 ескортних бродова, је 12. јануара нападнут од америчких авиона са носача авиона из оперативне ескадре ТФ-38.3 (носачи авиона Есекс, Тајкондерога, Ленгли и Сан Хасинто, који потапају већину бродова конвоја. Каши је погођена са три торпеда и две бомбе, услед чега тоне веома прзо. Од комплетне посаде, преживело је свега 19 чланова посаде док је осталих 621 је погинуло.
Крстарица Каши је обрисана из списка морнарице 20. марта 1945. године.

## Списак капетана
- Капетан Санђи Ивабучи - 15. јул 1941 — 15. октобар 1941.
- Капетан Хидео Кођима - 15. октобар 1941 — 25. јун 1942.
- Капетан Казуе Шигенега - 25. јун 1942 — 20. јануар 1943.
- Капетан Сатоши Такада - 20. јануар 1943 — 5. март 1944.
- Капетан/Контраадмирал Мидори Мацумура - 5. март 1944. - †12. јануар 1945.